# Cornel Wilde
 (avril 2015).
Si vous disposez d'ouvrages ou d'articles de référence ou si vous connaissez des sites web de qualité traitant du thème abordé ici, merci de compléter l'article en donnant les références utiles à sa vérifiabilité et en les liant à la section « Notes et références ».
Pour les articles homonymes, voir Wilde.
Cornel Wilde, né Kornél Lajos Weisz le 13 octobre 1912 à Prievidza (Autriche-Hongrie) et mort le 16 octobre 1989 à Los Angeles (Californie), est un acteur et un réalisateur américain. Il est nommé à l'oscar du meilleur acteur en 1946 pour avoir interprété Frédéric Chopin dans La Chanson du souvenir.

## Biographie et carrière
Né dans le Royaume de Hongrie de l'Empire austro-hongrois à Privigye (aujourd'hui Prievidza en Slovaquie) de parents juifs hongrois, Vojtech Béla Weisz et Rayna Miryam, il émigre avec sa famille aux États-Unis en 1920, à l'âge de huit ans. À son arrivée sur le sol américain via un passage en première classe à bord d'un bateau à vapeur hollandais, son nom est anglicisé en Cornelius Louis Wilde.   
À l'automne 1929, Cornel Wilde entre à l'Université Columbia de New York en tant qu'étudiant de première année.
Il est sélectionné dans l'équipe américaine d'escrime pour les Jeux olympiques de 1936, mais renonce à y participer au dernier moment pour ne pas manquer un rôle dans une pièce de théâtre. Engagé par Laurence Olivier comme professeur d'escrime pour sa production de Roméo et Juliette à Broadway en 1940, on lui confie le rôle de Tybalt dans lequel il retient l'attention d'Hollywood.
Il tient quelques petits rôles au cinéma jusqu'en 1945 où il joue le rôle de Frédéric Chopin dans La Chanson du souvenir de Charles Vidor. Il tourne ensuite dans quelques films romantiques et noirs devenus des classiques : Péché mortel de John M. Stahl, Jenny, femme marquée de Douglas Sirk et Association criminelle de Joseph H. Lewis. Paradoxalement, il est souvent évincé par ses partenaires féminines : Merle Oberon en George Sand, Ida Lupino dans La Femme aux cigarettes de Jean Negulesco ou Linda Darnell dans Ambre.
Il donne également la réplique à Ginger Rogers dans la comédie L'Homme de mes rêves et s'illustre dans de nombreux films d'aventures, souvent historiques ou exotiques (Le Trésor du Guatemala, Duel d'espions, Tornade...), parfois signés par des réalisateurs importants tels Allan Dwan, John Sturges, Nicholas Ray, Delmer Daves, John Stahl et Albert Lewin. Il s'essaye également au western (Les Rebelles de Fort Thorn de Robert Wise avec Joseph Cotten et Jeff Chandler), au film musical (Quadrille d'amour d'Otto Preminger avec Jeanne Crain), voyageant de l'Inde à l'Afrique, finissant par interpréter l'empereur Constantin dans un péplum italien face à l'anglaise Belinda Lee, et le poète persan du XIe siècle Omar Khayyam pour William Dieterle.
En 1950, il crée sa propre compagnie de production et devient réalisateur. Il épouse l'actrice Jean Wallace et tourne avec elle plusieurs films comme directeur et partenaire. Ils divorcent en 1981. Entre-temps, il réalise encore d'autres films pour d'autres sociétés de production, notamment pour United Artists : Le sable était rouge (Beach Red) en 1967. Cornel Wilde meurt de leucémie en 1989, à l'âge de 77 ans.

## Vie familiale
Cornel Wilde se marie deux fois :
- avec Patricia Knight (21 septembre 1937-30 août 1951) (divorce) : une fille, Wendy (née le 22 février 1943).
- avec Jean Wallace (4 septembre 1951-1981) (divorce) : un fils, Cornel Wilde Jr.

## Filmographie sélective

### Comme acteur
- 1941 : Scandale à Honolulu (The Perfect Snob) de Ray McCarey
- 1941 : La Grande Évasion (High Sierra) de Raoul Walsh
- 1942 : Life Begins at Eight-Thirty d'Irving Pichel
- 1943 : Fleur d'hiver (Wintertime) de John Brahm
- 1945 : La Chanson du souvenir (A song to remember) de Charles Vidor
- 1945 : Aladin et la lampe merveilleuse (A Thousand and One Nights) d'Alfred E. Green (rôle d'Aladdin)
- 1945 : Péché mortel (Leave Her to Heaven) de John M. Stahl
- 1946 : Quadrille d'amour (Centennial Summer) d'Otto Preminger
- 1946 : Le Fils de Robin des Bois (The Bandit of Sherwood Forest) de Henry Levin et George Sherman : Robert de Notthingham, fils de Robin des Bois
- 1947 : L'Amour au trot (The Homestretch) de H. Bruce Humberstone
- 1947 : Ambre (For ever Amber) d'Otto Preminger
- 1947 : L'Homme de mes rêves (It had to Be You) de Don Hartman et Rudolph Maté
- 1948 : The Walls of Jericho de John Stahl
- 1948 : La Femme aux cigarettes (Road House) de Jean Negulesco
- 1949 : Jenny, femme marquée (Shockproof) de Douglas Sirk
- 1950 : Les Rebelles de Fort Thorn (Two flags west) de Robert Wise
- 1952 : Sous le plus grand chapiteau du monde (The Greatest Show on Earth) de Cecil B. DeMille
- 1952 : Les Fils des Mousquetaires (At sword's point) de Lewis Allen
- 1952 : Operation Secret (it) de Lewis Seiler
- 1952 : Californie en flammes (California Conquest) de Lew Landers
- 1953 : Le Trésor du Guatemala (The Treasure of The Golden Condor) de Delmer Daves
- 1953 : Saadia d'Albert Lewin
- 1954 : L'Étoile des Indes (Star of India) d'Arthur Lubin
- 1954 : Les femmes mènent le monde (Woman's World) de Jean Negulesco
- 1954 : Tornade (Passion) de Allan Dwan
- 1955 : Association criminelle (The Big Combo) de Joseph H. Lewis
- 1955 : Duel d'espions (The Scarlet Coat) de John Sturges
- 1955 : Au sud de Mombasa de George Marshall
- 1956 : L'Ardente Gitane (Hot blood) de Nicholas Ray
- 1956 : Storm fear de et avec lui-même, et Jean Wallace, Dan Duryea
- 1957 : Le Virage du diable (The Devil's hairpin) de et avec lui-même
- 1958 : Tueurs de feux à Maracaibo (Maracaibo) de et avec lui-même
- 1957 : Les Amours d'Omar Khayyam (Omar Khayyam) de William Dieterle
- 1959 : Le Secret du Grand Canyon (Edge of Eternity) de Don Siegel
- 1961 : Constantin le Grand (Costantino il grande) de Lionello De Felice
- 1966 : Lancelot chevalier de la reine de et avec lui-même
- 1966 : La Proie nue (The Naked prey) de et avec lui-même
- 1967 : Le sable était rouge (Beach Red) de et avec lui-même
- 1969 : The Comic de Carl Reiner
- 1970 : Terre brûlée de lui-même (voix seulement)
- 1975 : Les Requins (Shark's treasure) de et avec lui-même
- 1979 : Le Cinquième Mousquetaire (The Fifth Musketeer) de Ken Annakin
- 1972 : Gargoyles film TV
- 1978 : Thorvald, le viking (The Norseman)

### Comme réalisateur
- 1956 : Storm Fear (en) (+ acteur)
- 1957 : Le Virage du diable (The Devil's Hairpin) (+ acteur)
- 1958 : Tueurs de feux à Maracaibo (Maracaibo) (+ acteur)
- 1963 : Lancelot chevalier de la reine (Lancelot and Guinevere) (+ acteur)
- 1966 : La Proie nue (The Naked Prey) (+ acteur)
- 1967 : Le sable était rouge (Beach Red) (+ acteur)
- 1970 : Terre brûlée (No Blade of Grass)
- 1975 : Les Requins (Shark's Treasure) (+ acteur)

## Voix françaises
| - Claude Bertrand dans : - Aladin et la Lampe merveilleuse - La Chanson du souvenir - Le Fils de Robin des Bois - Au sud de Mombasa - L'Ardente Gitane - Michel Gudin dans : - Ambre - Les femmes mènent le monde - Le Virage du diable - Les Amours d'Omar Khayyam - Tueurs de feux à Maracaibo | - Roland Ménard dans : - Sous le plus grand chapiteau du monde - Le Trésor du Guatemala - Tornade - La Proie nue - René Arrieu dans : - Constantin le grand - Lancelot chevalier de la reine - Les Requins et aussi - Jean Violette dans Les Fils des Mousquetaires - Marc Cassot dans Le Secret du Grand Canyon - André Valmy dans Le Sable était rouge - Michel Barbey dans Le Cinquième Mousquetaire |